# 포항시 북구 (선거구)
포항시 북구는 대한민국의 국회의원 선거구이다. 경상북도 포항시 북구를 관할한다. 현 지역구 국회의원은 국민의힘의 김정재이다.

## 역사
1995년 1월, 포항시와 영일군이 통합되면서 통합 포항시가 출범했다. 또한 포항시에 구제가 실시되면서 북구와 남구가 설치되었다. 이에 제15대 국회의원 선거를 앞두고 포항시 북구 전 지역을 관할하는 선거구로 신설되었다.

## 관할 구역
| 대수  | 관할 구역        |
| ----- | ---------------- |
| 15대~ | 포항시 북구 일원 |

## 역대 국회의원
| 선거   | 정당 | 정당         | 의원   |
| ------ | ---- | ------------ | ------ |
| 1996년 |      | 무소속       | 허화평 |
| 1997년 |      | 자유민주연합 | 박태준 |
| 2000년 |      | 한나라당     | 이병석 |
| 2004년 |      | 한나라당     | 이병석 |
| 2008년 |      | 한나라당     | 이병석 |
| 2012년 |      | 새누리당     | 이병석 |
| 2016년 |      | 새누리당     | 김정재 |
| 2020년 |      | 미래통합당   | 김정재 |
| 2024년 |      | 국민의힘     | 김정재 |

## 역대 선거 결과

### 대한민국 제15대 국회의원 선거
|  | 44.22% |

|  | 34.02% |

|  | 9.04% |

|  | 4.74% |

|  | 2.15% |

|  | 2.14% |

|  | 1.97% |

|  | 1.68% |

### 1997년 대한민국 재보궐선거
허화평 의원의 의원직 상실로 인해 치러진 1997년 대한민국 재보궐선거에서 무소속 박태준 후보가 당선되었다.

### 대한민국 제16대 국회의원 선거
|  | 63.53% |

|  | 30.47% |

|  | 5.98% |

### 대한민국 제17대 국회의원 선거
|  | 55.29% |

|  | 21.57% |

|  | 16.08% |

|  | 7.04% |

### 대한민국 제18대 국회의원 선거
|  | 62.64% |

|  | 30.42% |

|  | 5.79% |

|  | 1.13% |

### 대한민국 제19대 국회의원 선거
|  | 70.44% |

|  | 18.07% |

|  | 11.47% |

### 대한민국 제20대 국회의원 선거
|  | 43.39% |

|  | 38.84% |

|  | 12.71% |

|  | 5.04% |

### 대한민국 제21대 국회의원 선거
|  | 64.78% |

|  | 31.38% |

|  | 2.98% |

|  | 0.84% |

### 대한민국 제22대 국회의원 선거
|  | 62.33% |

|  | 28.90% |

|  | 8.75% |